# Círculo Frutero Burrianense
El Círculo Frutero Burrianense fue una institución agrícola y social de Burriana (Castellón) fundada a principios del siglo XX. Estaba situado en la calle Sant Vicent número 18 de Burriana, en el centro del casco antiguo de la localidad. 
Su creación tuvo como fin el crear una entidad que sirviese de nexo y punto de encuentro y reunión de la sociedad empresarial relacionada con la explotación y comercialización de cítricos. La historia del Círculo Frutero Burrianense fue en su día fiel reflejo de la historia agrícola y económica de Burriana.

## Edificio
El edificio, de estilo modernista valenciano, se halla entre los más singulares y mejor conservados de este estilo en Burriana, tanto en su fachada exterior como en sus cuidados espacios interiores. 
Fue concebido para albergar la sede de la institución. Se iniciaron las obras en 1914 y fue finalizado en 1916, siendo inaugurado el 2 de febrero de 1916. El edificio tiene una clara influencia de la corriente modernista austriaca sezession. 
La autoría del mismo es desconocida y existen varias hipótesis al respecto. Una hipótesis apunta al arquitecto castellonense Luis Ros de Ursinos, que era el arquitecto municipal de Burriana en la época de su edificación. Algunos parecidos estilísticos apuntan a la Estación del Norte de Valencia, pudiendo ser su autor el mismo arquitecto Demetrio Ribes Marco. Otra posibilidad es que fuese una empresa formada por arquitectos del modernismo valenciano de la época o que su autor fuese un maestro de obra sin renombre.
Cuenta con planta baja y tres alturas. En la primera planta se hallan dos salones de grandes dimensiones. En la segunda
planta estaban las oficinas de la entidad y la sala de juntas.
En abril de 1941, el edificio pasa a ser propiedad de la Inmobiliaria Burrianense S.C.P., formada en buena parte por los miembros fundadores del Círculo Frutero Burrianense. En 1970 se disolvió el Círculo Frutero Burrianense. En 1971 el edificio fue alquilado
a la Sociedad de Cazadores de Burriana. Desde el año 2007, el edificio está en venta.